# Horacio Cisternas
Julio Horacio Cisternas Bravo (* 9. Juli 1931 in Santiago; † 2. Mai 1999 ebenda) war ein chilenischer Fußballspieler. Der Stürmer absolvierte ein Länderspiel für die chilenische Nationalmannschaft und wurde auf Vereinsebene 1954 nationaler Meister.

## Karriere

### Verein
Horacio Cisternas spielte mindestens von 1953 bis 1956 für CD Universidad Católica. Mit den Cruzados wurde der Angreifer Meister 1954 und bildete gemeinsam mit dem Argentinier Miguel Montuori ein kongeniales Duo. 1955 stieg der amtierende Meister mit Cisternas als Tabellenletzter aus der Primera División ab, allerdings gelang 1956 der direkte Wiederaufstieg. Cisternas gehört mit 76 Treffern zu den erfolgreichsten Torjägern des Hauptstadtklubs.

### Nationalmannschaft
Horacio Cisternas absolvierte ein Länderspiel für die Nationalmannschaft Chiles. Im Juli 1953 wurde er bei der Copa del Pacífico gegen Peru für Guillermo Díaz eingewechselt.

## Erfolge
Universidad Católica
- Chilenischer Meister: 1954